# Scotch (typographie)
Pour les articles homonymes, voir Scotch.

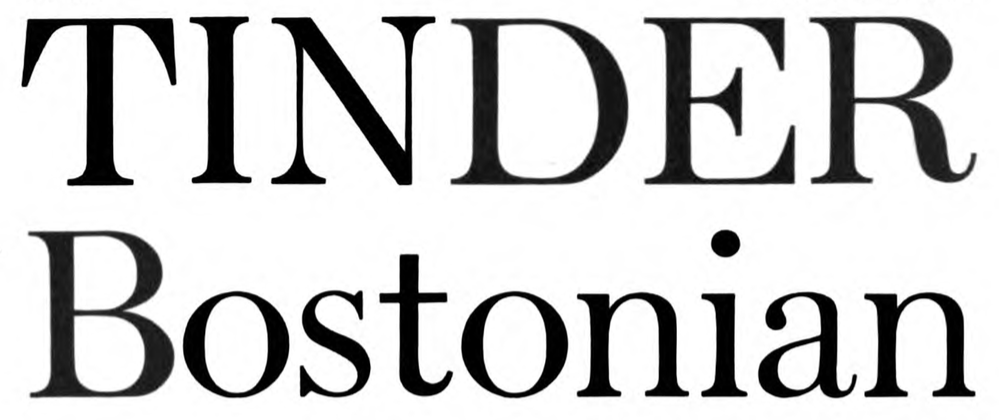
Le Scotch Roman de A. D. Farmer Foundry dans le catalogue de l’American Type Founders de 1909.

Le Scotch est un style de police d’écriture apparue au début du XIXe siècle et populaire au Royaume-Uni et particulièrement aux États-Unis. William Miller produit la première police de ce style, que l’on retrouve dans un specimen de 1813,. Les polices Scotch peuvent être classés comme des réales, la plupart des Scotch Roman ayant des empattements droits et à congés, ou aussi comme des didones, en particulier le Scotch Modern ayant des empattements droits et filiformes. Le nom Scotch Roman est apparu à la fin du XIXe siècle en référence au Scotch-face dessiné par Samuel Nelson Dickinson à Boston et ses matrices produites par Alexander Wilson & Son à Glasgow.
Une version du Scotch Roman a été utilisée pour la première composition avec une photocomposeuse Lumitype.
Les Scotch sont de bonnes polices pour les livres et les magazines.
Les polices suivantes sont des Scotch :
- Caledonia (Mergenthaler Linotype Company) de William Addison Dwiggins
- Escrow (Font Bureau)
- Georgia de Matthew Carter
- Miller (Font Bureau)
- Scotch (Font Bureau)
- Scotch Modern (Shinntype) de Nick Shinn
- Scotch Roman (A. D. Farmer Foundry, Monotype)
- Scotch Roman MT (Adobe)